# Floium
| ❮ | System              | Serie              | Stufe       | ≈ Alter (mya) |
| ❮ | später              | später             | später      | jünger        |
| - | ------------------- | ------------------ | ----------- | ------------- |
| ❮ | O r d o v i z i u m | Ober- ordovizium   | Hirnantium  | 443,4 ⬍ 445,2 |
| ❮ | O r d o v i z i u m | Ober- ordovizium   | Katium      | 445,2 ⬍ 453   |
| ❮ | O r d o v i z i u m | Ober- ordovizium   | Sandbium    | 453 ⬍ 458,4   |
| ❮ | O r d o v i z i u m | Mittel- ordovizium | Darriwilium | 458,4 ⬍ 467,3 |
| ❮ | O r d o v i z i u m | Mittel- ordovizium | Dapingium   | 467,3 ⬍ 470   |
| ❮ | O r d o v i z i u m | Unter- ordovizium  | Floium      | 470 ⬍ 477,7   |
| ❮ | O r d o v i z i u m | Unter- ordovizium  | Tremadocium | 477,7 ⬍ 485,4 |
| ❮ | früher              | früher             | früher      | älter         |

Das Floium ist in der Erdgeschichte die zweite chronostratigraphische Stufe der Unterordovizium-Serie des Ordovizium. Der Beginn ist geochronologisch auf etwa 477,7 Millionen Jahre zu datieren, das Ende auf etwa 470 Millionen Jahre. Das Floium folgt auf das Tremadocium und wird vom Dapingium abgelöst.

## Namensgebung und Geschichte
Die Stufe ist nach dem Ort Flo in Västergötland (Südschweden) benannt. Der Name wurde erst 2004 von Stig M. Bergström, Anita Löfgren und Jörg Maletz vorgeschlagen. Das Floium entspricht dem unteren Teil der früheren Arenigium-Serie (oder Stufe).

## Definition und GSSP
Die Untergrenze ist mit dem Erstauftreten der Graptolithen-Art Tetragraptus approximatus definiert. Die Obergrenze des Floium (bzw. die Untergrenze der darauffolgenden Stufe des Dapingiums) ist durch das Erstauftreten der Conodonten-Art Baltoniodus triangularis definiert. Das offizielle Referenzprofil (GSSP = „Global Stratotype Section and Point“) für das Floium liegt im Steinbruch Diabasbrottet, ungefähr 5 km nordwestlich des Ortes Flo in Västergötland (Südschweden).